# Филозофски факултет Универзитета у Новом Саду
Филозофски факултет је високошколска установа Универзитета у Новом Саду. Основан је 1954. године као први факултет на истоименом универзитету. Тренутни декан је Миливој Алановић.
Обухвата 17 одсека (18 катедри). Библиотека са око 250.000 књига представља другу по величини библиотеку у Војводини. Дан факултета је 1. децембар.

## Историјат
Филозофски факултет основан је у јуну 1954. као део београдског Универзитета, посебним законом Скупштине Народне Републике Србије. Тада је имао само 6 одсека. Касније је постао члан Универзитета у Новом Саду.
Факултет се од 1979. налази у наменски подигнутој згради по пројекту архитекте Александра Стјепановића, у Универзитетском кампусу, на Лиману 1 у улици Др Зорана Ђинђића 2. Права оснивача Факултета, по основу поверених послова, врши Аутономна Покрајина Војводина.
Први декан 1954−56 био је Младен Лесковац, у периоду 1977−79 декан је био Милорад Павић.

## Одсеци
Настава на овом факултету се одвија на 17 одсека:
- Одсек за српски језик и лингвистику
- Одсек за српску књижевност
- Одсек за компаративну књижевност
- Одсек за англистику
- Одсек за германистику
- Одсек за славистику
- Одсек за романистику
- Одсек за хунгарологију
- Одсек за словакистику
- Одсек за румунистику
- Одсек за русинистику
- Одсек за историју
- Одсек за педагогију
- Одсек за психологију
- Одсек за социологију
- Одсек за филозофију
- Одсек за медијске студије